# Motyvacijos tikslai
Motyvacijos tikslai è il primo album in studio del rapper lituano OG Version, pubblicato il 23 giugno 2020 dalla OG Entertainment.
La popolarità dell'LP, divenuto quello con il maggior numero di settimane trascorse al numero uno nella Albumų Top 100 (35; primato poi superato nel 2023 da Pasaka della connazionale Jessica Shy), ha permesso all'artista di vincere il riconoscimento di interprete/gruppo hip hop dell'anno su quattro candidature iniziali nell'ambito dei Muzikos asociacijos metų apdovanojimai.

## Tracce
Testi e musiche di Dominykas Ježeris, eccetto dove indicato.
1. Tiesiog negaliu – 2:14
2. Homeris – 2:08
3. Patalokas (feat. 7th Block) – 2:24 (testo: Dominykas Ježeris, Airidas Smitas, Edgaras Limontas – musica: Dominykas Ježeris, Airidas Smitas, Edgaras Limontas)
4. Manes nedomina (feat. Proflame & Furytto) – 2:58 (testo: Dominykas Ježeris, Edgaras Limontas, Mantas Dapkevičius – musica: Dominykas Ježeris, Edgaras Limontas, Mantas Dapkevičius, Matas Saldys)
5. Kas ieškojo (feat. Furytto) – 2:22 (testo: Dominykas Ježeris, Mantas Dapkevicius – musica: Dominykas Ježeris, Mantas Dapkevicius, Nedas Nikitinas)
6. Nesisuksi negyvensi (feat. Free Finga) – 2:05 (testo: Dominykas Ježeris, Tomas Narkevičius – musica: Dominykas Ježeris, Tomas Narkevičius)
7. Easy – 2:24
8. Suplyšus širdis – 2:10
9. Kol numirsiu – 2:25
10. Ant bangos (feat. Furytto) – 1:53 (testo: Dominykas Ježeris, Mantas Dapkevičius – musica: Dominykas Ježeris, Mantas Dapkevičius)
11. Kasdiena (feat. Furytto) – 2:43 (testo: Dominykas Ježeris, Mantas Dapkevičius – musica: Dominykas Ježeris, Mantas Dapkevičius)
12. Motyvacijos tikslai – 2:33

## Classifiche

### Classifiche settimanali
| Classifica (2020) | Posizione massima |
| ----------------- | ----------------- |
| Lituania          | 1                 |

### Classifiche di fine anno
| Classifica (2020) | Posizione |
| ----------------- | --------- |
| Lituania          | 1         |
| Classifica (2022) | Posizione |
| Lituania          | 14        |